# Farkas János (mezőgazdász)
Farkas János (Fadd, 1927. július 16. – Vác, 2003), magyar mezőgazdász, könyvelő, országgyűlési képviselő.

## Élete
Fiatalon a Budapest Székesfővárosi Közlekedési Rt. (BSZKRT) alkalmazottjaként dolgozott, majd elvégezte az ország egyik mezőgazdasági akadémiáját, ahol 1954-ben mezőgazdász képesítést szerzett. 1960-ban elvégezte a Pénzügyminisztérium számviteli szakiskolájának állami gazdasági tagozatát is, ezzel könyvelői képesítést szerzett. Végzettségei birtokában gyorsan lépett előre a ranglétrán; az 1960-as évek elején már a szobi székhelyű Ipolyvölgyi Állami Gazdaság igazgatója volt. 
Még 1947-ben lépett be a Magyar Kommunista Pártba (MKP), később a Magyar Dolgozók Pártja (MDP), majd a Magyar Szocialista Munkáspárt (MSZMP) tagja is lett. 1958. november 16. és 1967. január 28. között, két parlamenti ciklusban országgyűlési képviselő is volt, mindkét alkalommal a Hazafias Népfront Pest megyei listájáról került be a törvényhozásba.